# Біла (станція)
Бі́ла — вузькоколійна проміжна залізнична станція Рівненської дирекції Львівської залізниці на лінії Антонівка — Зарічне (завдовжки 106 км) між станціями Володимирець (31,5 км) та Зарічне (56 км). Розташована у селі Біле Вараського району Рівненської області.

## Пасажирське сполучення
З 18 березня 2020 року рух приміських поїздів сполученням Антонівка — Зарічне припинено на невизначений термін.